# Rixton
Rixton é uma banda britânica de quatro membros formada em Londres, Inglaterra. O grupo, gerido pela SB Projects de Scooter Braun, formou-se em 2012 sob o nome de Relics, até alterar o seu nome para o atual. O seu primeiro single, "Me and My Broken Heart", lançado em 2014, atingiu a liderança da tabela musical do Reino Unido, UK Singles Chart, e recebeu certificação de platina pela Recording Industry Association of America (RIAA) nos Estados Unidos. Esse mesmo single entrou pra lista de músicas do jogo Just Dance 2015.
| Discografia  | Ano  | faixas | Lançamento          |
| ------------ | ---- | ------ | ------------------- |
| Let The Road | 2015 | 10     | 03 de março de 2015 |